# Leptopsammia columna
Leptopsammia columna är en korallart som beskrevs av Folkeson 1919. Leptopsammia columna ingår i släktet Leptopsammia och familjen Dendrophylliidae.
Artens utbredningsområde är Indiska oceanen. Inga underarter finns listade i Catalogue of Life.